# 詹姆斯·斯图尔特 (经济学家)
詹姆斯·斯图尔特（英語：Sir James Steuart, 3rd Baronet of Goodtrees and 7th Baronet of Coltness，1712年10月21日—1780年11月26日）苏格兰詹姆斯党、经济学家，曾用英语系统性地写作关于经济学的论文，他的著作是第一本标题中带有“政治经济学”的英文书。他在1767年出版的著作《政治經濟學原理探究》（An Inquiry into the Principles of Political Economy）中探討了資本原始積累問題，因此被一些学者认为是原始积累理论的最伟大的古典理论家。晚年改姓德纳姆（Denham）。1773年，他继承了堂弟科尔特内斯男爵爵位。